# Paedogobius kimurai
Paedogobius kimurai är en fiskart som beskrevs av Iwata, Hosoya och Helen K. Larson 2001. Paedogobius kimurai ingår i släktet Paedogobius och familjen smörbultsfiskar. Inga underarter finns listade i Catalogue of Life.